# Système radar à aérostat captif

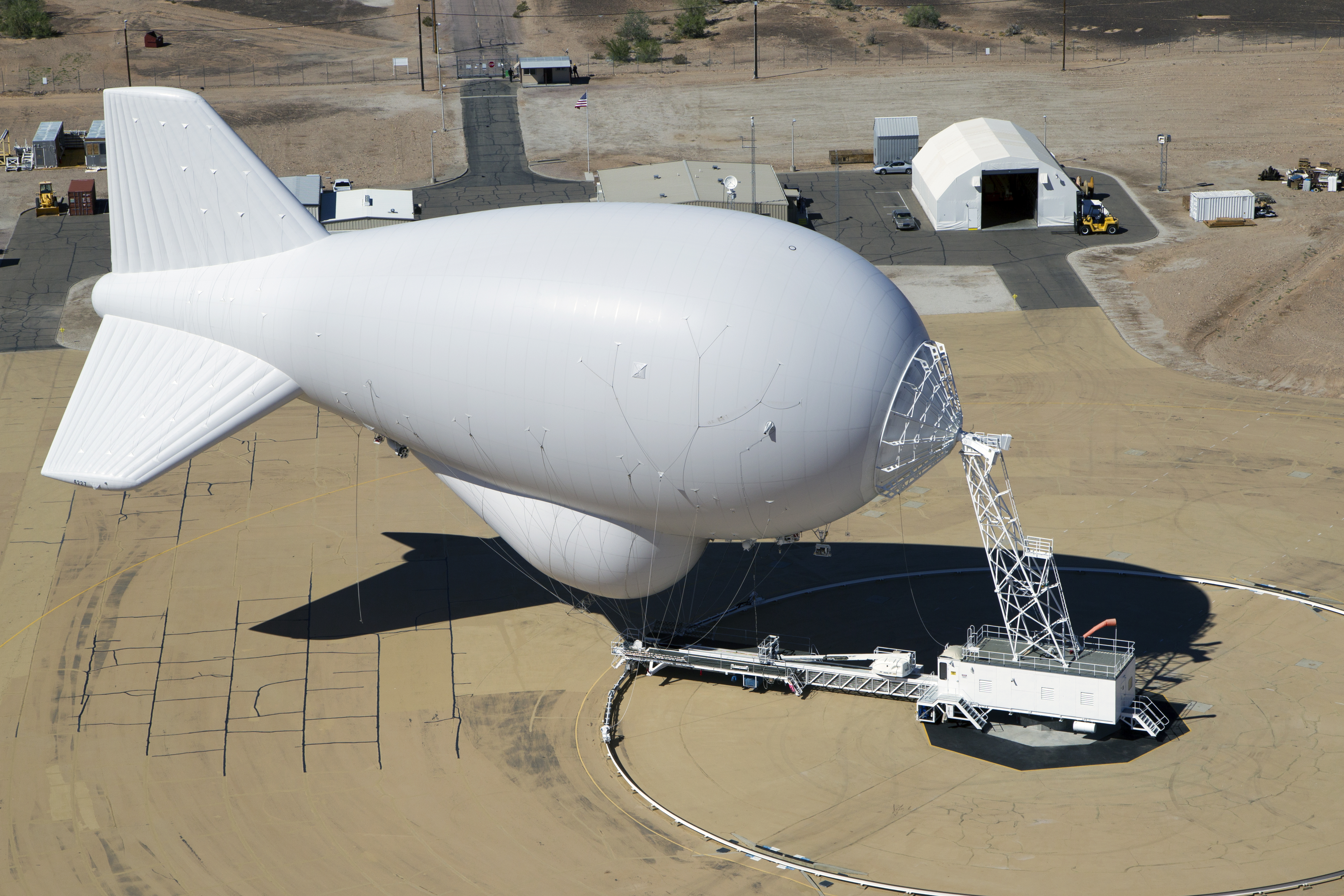
Le système TARS en Arizona

Le Système radar à aérostat attaché (Tethered Aerostat Radar System, TARS) est un système américain de surveillance au sol à basse altitude qui utilise des aérostats (ballons captifs) comme plates-formes radar. Les systèmes similaires incluent le EL/M-2083 (en) et le JLENS.

## Système
Les aérostats sont de grandes enveloppes en tissu remplies d’hélium pouvant monter jusqu’à une altitude de 15 000 pieds (4 600 m) tout en étant attachées au sol par un seul câble. Le plus grand soulève une charge utile de 1 000 kg jusqu'à son altitude de fonctionnement, fournissant ainsi une couverture radar look-down. L'aérostat se compose de quatre parties ou ensembles principaux: la coque et l'aileron, la plate-forme de pare-brise et de radar, le générateur de puissance, le gréement et l'attache.
Ce sont des ballons cerf-volant qui obtiennent une portance aérodynamique grâce au vent et à une flottabilité plus légères que l'air.
La coque de l'aérostat contient deux parties séparées par une cloison en tissu étanche aux gaz. La chambre supérieure est remplie d'hélium et fournit la capacité de levage de l'aérostat. La chambre inférieure de la coque est un compartiment à air sous pression. La coque est faite d'un tissu léger enduit de polyuréthane fabriqué par Tedlar. Un moteur aéroporté alimenté par un réservoir de carburant diesel de 100 gallons (environ 378 litres) entraîne le générateur.
À partir de la fin des années 1990, les sites aérostats ont été équipés d’aérostats Lockheed Martin 420K. Ce dirigeable a pour charge utile principale un Lockheed Martin L-88, radar de surveillance d’une portée de 370 km. La forme de l'enveloppe, la conception des ailettes et les points de fixation des câbles du 420K sont optimisés pour une stabilité élevée et une manutention au sol facile. 
Tandis que Lockheed Martin est l'entrepreneur principal des aérostats 420K, les enveloppes sont construites par ILC Dover (en).
En 2004, tous les sites TARS sauf un étaient équipés d’aérostats de 420K. L'exception étant le site de Cudjoe Key qui utilise deux ballons plus petits, mais autrement similaires, les Lockheed Martin 275K. L'un emporte un L-88(V)3, un dérivé léger du L-88, tandis que l'autre est utilisé pour transmettre le programme de Radio et Télévision Martí à Cuba.

## Historique
Les premiers aérostats ont été confiés à la United States Air Force en décembre 1980 à Cudjoe Key, en Floride. 
Leur premier site a été construit à High Rock, sur l'île de Grand Bahamas, en 1984, le deuxième site fut lui construit à Fort Huachuca, Arizona, en 1986.
Avant 1992, trois agences exploitaient le réseau TARS: l'Air Force, l'US Customs Service et la Garde-côtière des États-Unis. 
En 1992, le Congrès a transféré la gestion du système au département de la Défense, avec l’Air Force comme agent exécutif. Dans le cadre de la gestion des forces aériennes, grâce à la consolidation des contrats et à la normalisation des systèmes, les coûts d’exploitation et de maintenance par site ont été ramenés de 6 millions de dollars en 1992 à 3,5 millions en 2007. Toutefois, la loi de contrôle budgétaire de 2011 a réduit le financement de l'armée de l'air, ce qui a tenté de fermer le projet.  Cependant, les douanes américaines ont assumé la responsabilité du projet TARS et son financement depuis 2014.

## Fonctionnement
Les opérateurs lancent l'aérostat à partir d'une grande rampe de lancement circulaire comprenant un système fixe ou mobile d'amarrage. Les systèmes d'amarrage contiennent un grand treuil de 25 000 pieds (7 620 m) de câble d'attache. La disponibilité opérationnelle est généralement limitée uniquement par les conditions météorologiques et les temps d'arrêt de maintenance de routine. Les aérostats sont stables sous des vents inférieurs à 65 nœuds. La disponibilité de l'équipement est d'en moyenne de plus de 98% sur l'ensemble des sites du système.
Pour des raisons de sécurité et de sûreté, l'espace aérien autour des sites d'aérostat est restreint sur un rayon d'au moins deux à trois milles terrestres et sur une altitude maximale de 15 000 pieds (4 600 m).

## Mission

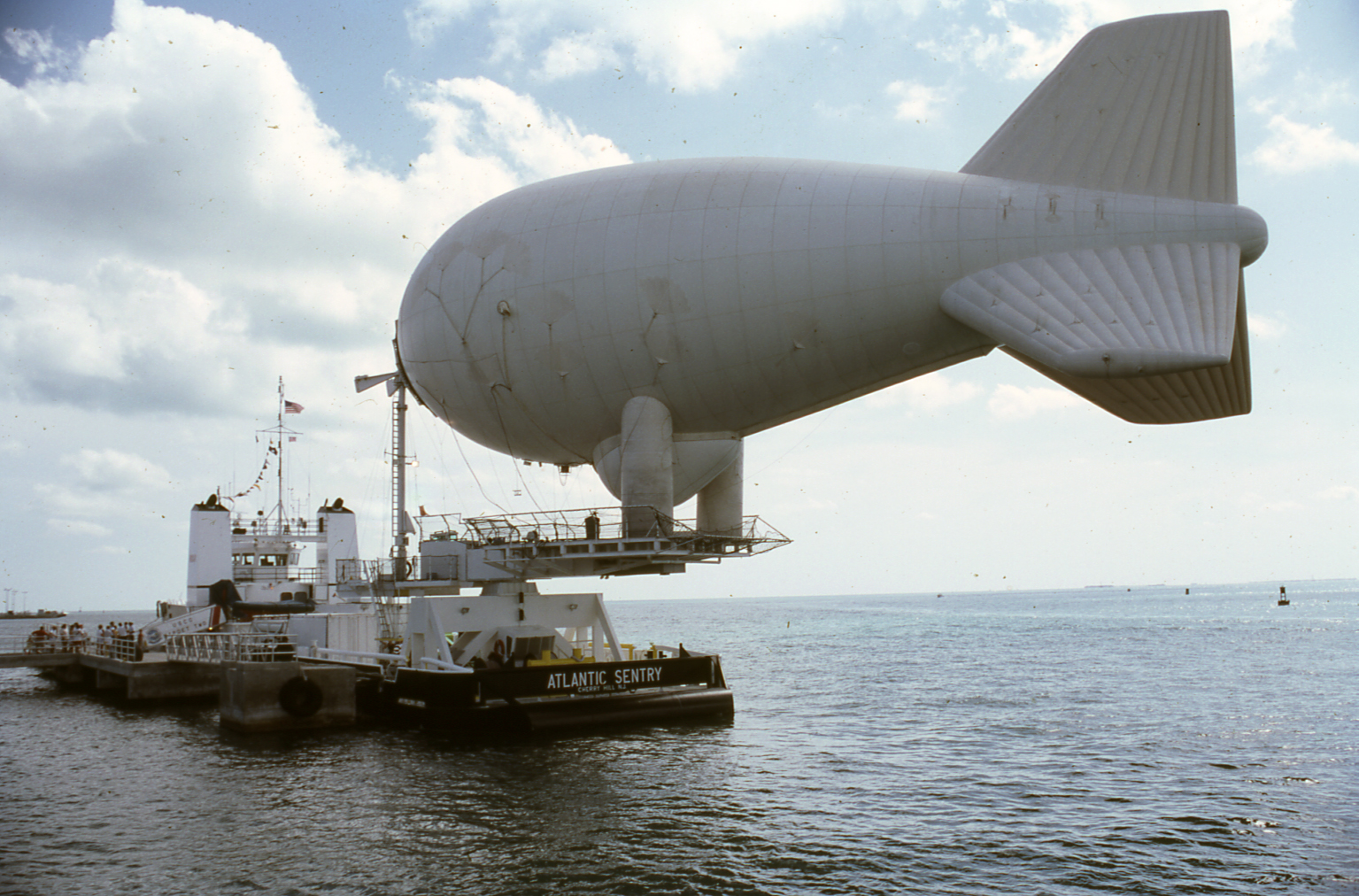
Le bateau porte-aérostat Atlantic Sentry au quai de Mallory (dans l'archipel des Keys), en septembre 1987

La mission principale consiste à fournir une surveillance radar basses altitudes le long de la frontière entre les États-Unis et le Mexique, dans les détroits de Floride et des Caraïbes, en appui aux organismes fédéraux participant au programme national d’interdiction des drogues. La mission secondaire consiste à fournir au Commandement de la défense aérospatiale de l’Amérique du Nord une couverture de surveillance basses altitudes pour la souveraineté aérienne dans le détroit de Floride. Les données radar de l'aérostat sont à la disposition du NORAD et de l'US Customs and Border Protection.

## Données techniques et opérationnelles
Fonction primaire: Radar basses altitudes, orienté vers le bas; détection d'avion
Volume: 12 000 m3
Longueur d'attache: 25 000 pieds (7 600 m)
Poids de la charge utile: 1 tonne
Portée de détection maximum : 200 milles marins (400 km)
Sites opérationnels:  Yuma et Fort Huachuca, Arizona; Deming, Nouveau Mexique; Marfa, Eagle Pass et Rio Grande City, Texas; Cudjoe Key, Floride; Lajas, Puerto Rico. 
Les sites situés à Morgan City et Matagorda sont dans une configuration de stockage non opérationnelle. 
Le bureau de gestion des contrats et le centre logistique sont situés à Newport News en Virginie et à El Paso au Texas.
| Lieu                    | Coordonnées                                               |
| Cudjoe Key, Floride     | 24° 41′ 46″ N, 81° 30′ 16″ O 24° 42′ 03″ N, 81° 30′ 22″ O |
| Deming, Nouveau Mexique | 32° 01′ 36″ N, 107° 51′ 51″ O                             |
| Eagle Pass, Texas       | 28° 23′ 07″ N, 100° 17′ 09″ O                             |
| Fort Huachuca, Arizona  | 31° 29′ 09″ N, 110° 17′ 44″ O                             |
| Lajas, Puerto Rico      | 17° 58′ 41″ N, 67° 04′ 47″ O                              |
| Marfa, Texas            | 30° 26′ 04″ N, 104° 19′ 14″ O                             |
| Matagorda, Texas        | 28° 42′ 38″ N, 95° 57′ 28″ O                              |
| Morgan City, Louisiane  | 29° 48′ 38″ N, 91° 39′ 47″ O                              |
| Rio Grande City, Texas  | 26° 34′ 20″ N, 98° 49′ 02″ O                              |
| Yuma, Arizona           | 33° 00′ 57″ N, 114° 14′ 36″ O                             |